# Sommer-Paralympics 2024/Teilnehmer (Bangladesch)
| stlisierte Goldmedaille | stlisierte Silbermedaille | stlisierte Bronzemedaille |
| ----------------------- | ------------------------- | ------------------------- |
| —                       | —                         | —                         |

Aus Bangladesch namen an den Paralympischen Spielen 2024 in Paris zwei Athleten teil.

## Teilnehmer

### Bogenschießen
| Frauen          |                  |     |    |                      |  |  |  |  |  |  |  |  |
| Joma Akter      | Compound (Offen) | 658 | 20 | Kseniya Markitantova |  |  |  |  |  |  |  |  |
| Männer          |                  |     |    |                      |  |  |  |  |  |  |  |  |
| Al Amin Hossain | Recurve (Offen)  | 580 | 26 | Samuel Molina        |  |  |  |  |  |  |  |  |